# Fretterans
Fretterans est une commune française située dans le département de Saône-et-Loire, en région Bourgogne-Franche-Comté.
Elle est traversée par le Doubs.

## Géographie
Fretterans est située en Bresse louhannaise. Le nord de la commune est traversé par le Doubs.

### Communes limitrophes
|                   | Annoire (Jura) | Petit-Noir (Jura)          |
| Lays-sur-le-Doubs | Fretterans     |                            |
| Pierre-de-Bresse  | Authumes       | Neublans-Abergement (Jura) |

### Climat
Pour des articles plus généraux, voir Climat de la Bourgogne-Franche-Comté et Climat de Saône-et-Loire.
En 2010, le climat de la commune est de type climat océanique dégradé des plaines du Centre et du Nord, selon une étude du Centre national de la recherche scientifique s'appuyant sur une série de données couvrant la période 1971-2000. En 2020, Météo-France publie une typologie des climats de la France métropolitaine dans laquelle la commune est exposée à un climat semi-continental et est dans la région climatique Bourgogne, vallée de la Saône, caractérisée par un bon ensoleillement (1 900 h/an), un été chaud (18,5 °C), un air sec au printemps et en été et des vents faibles.
Pour la période 1971-2000, la température annuelle moyenne est de 11 °C, avec une amplitude thermique annuelle de 17,7 °C. Le cumul annuel moyen de précipitations est de 921 mm, avec 11,5 jours de précipitations en janvier et 7,9 jours en juillet. Pour la période 1991-2020, la température moyenne annuelle observée sur la station météorologique de Météo-France la plus proche, « Pagny-le-chateau », sur la commune de Chamblanc à 15 km à vol d'oiseau, est de 11,7 °C et le cumul annuel moyen de précipitations est de 802,0 mm. 
La température maximale relevée sur cette station est de 39,6 °C, atteinte le 7 août 2003 ; la température minimale est de −17,8 °C, atteinte le 20 décembre 2009,,.
Les paramètres climatiques de la commune ont été estimés pour le milieu du siècle (2041-2070) selon différents scénarios d'émission de gaz à effet de serre à partir des nouvelles projections climatiques de référence DRIAS-2020. Ils sont consultables sur un site dédié publié par Météo-France en novembre 2022.

## Urbanisme

### Typologie
Au 1er janvier 2024, Fretterans est catégorisée commune rurale à habitat dispersé, selon la nouvelle grille communale de densité à sept niveaux définie par l'Insee en 2022.
Elle est située hors unité urbaine et hors attraction des villes,.

### Occupation des sols
L'occupation des sols de la commune, telle qu'elle ressort de la base de données européenne d’occupation biophysique des sols Corine Land Cover (CLC), est marquée par l'importance des territoires agricoles (83,3 % en 2018), en augmentation par rapport à 1990 (79,8 %). La répartition détaillée en 2018 est la suivante : terres arables (46,5 %), prairies (31,2 %), eaux continentales (5,8 %), zones agricoles hétérogènes (5,6 %), zones urbanisées (5 %), milieux à végétation arbustive et/ou herbacée (4,2 %), forêts (1,6 %). L'évolution de l’occupation des sols de la commune et de ses infrastructures peut être observée sur les différentes représentations cartographiques du territoire : la carte de Cassini (XVIIIe siècle), la carte d'état-major (1820-1866) et les cartes ou photos aériennes de l'IGN pour la période actuelle (1950 à aujourd'hui).

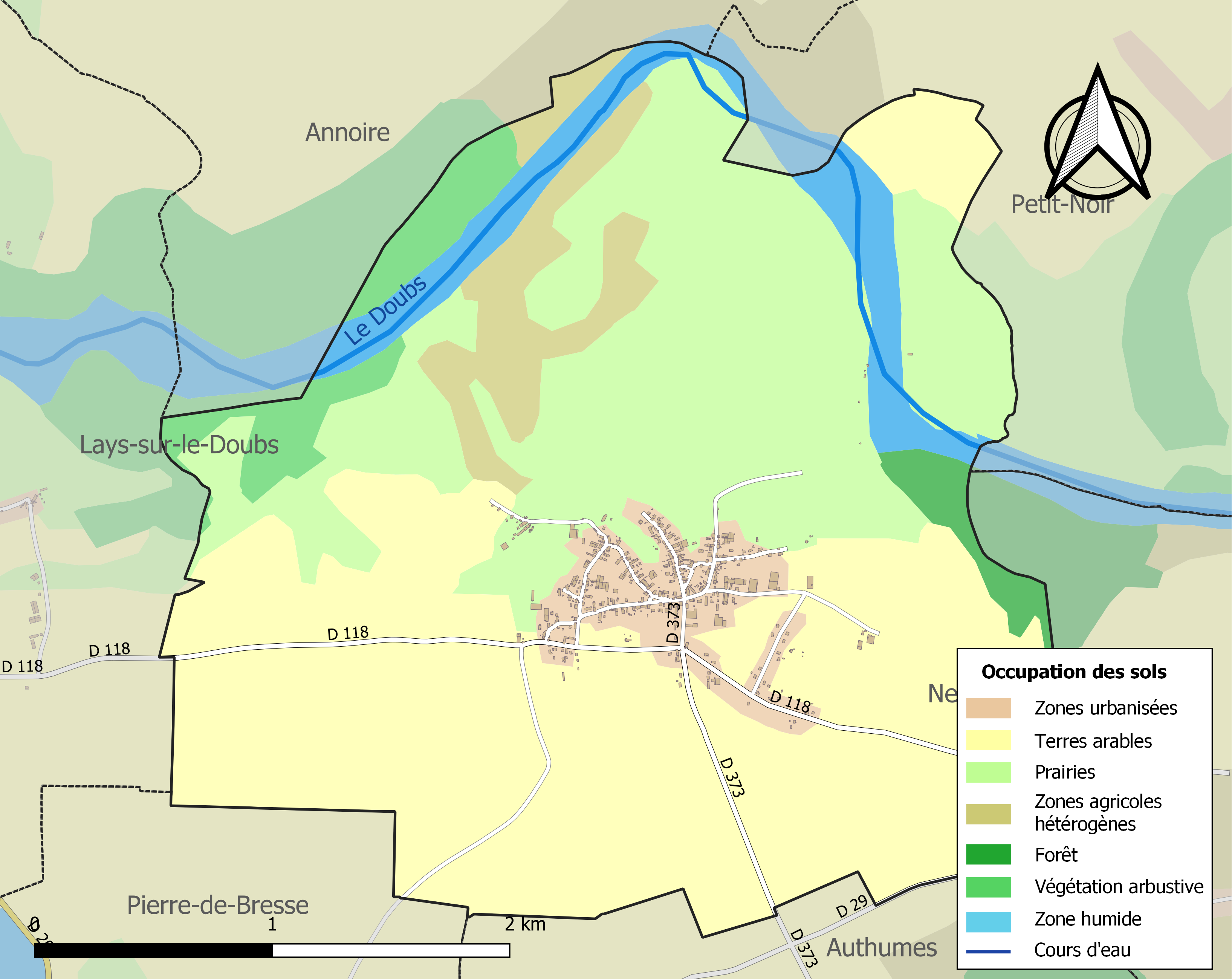
Carte des infrastructures et de l'occupation des sols de la commune en 2018 (CLC).

## Histoire
Jusqu'à la Révolution française, Fretterans, localité du département de Saône-et-Loire relevant depuis 1801 du diocèse d'Autun, dépendit du diocèse de Besançon.
Fretterans est une des communes touchées par la crue du Doubs de 1910.

## Politique et administration
| Période                                  | Période   | Identité       | Étiquette | Qualité |
| ---------------------------------------- | --------- | -------------- | --------- | ------- |
| mars 2001                                | mars 2008 | Suzanne Joly   |           |         |
| mars 2008                                | En cours  | Alain Trullard |           |         |
| Les données manquantes sont à compléter. |           |                |           |         |

## Démographie
L'évolution du nombre d'habitants est connue à travers les recensements de la population effectués dans la commune depuis 1793. Pour les communes de moins de 10 000 habitants, une enquête de recensement portant sur toute la population est réalisée tous les cinq ans, les populations de référence des années intermédiaires étant quant à elles estimées par interpolation ou extrapolation. Pour la commune, le premier recensement exhaustif entrant dans le cadre du nouveau dispositif a été réalisé en 2004.
En 2022, la commune comptait 282 habitants, en évolution de −1,4 % par rapport à 2016 (Saône-et-Loire : −1,06 %, France hors Mayotte : +2,11 %).
| 1793 | 1800 | 1806 | 1821 | 1831 | 1836 | 1841 | 1846 | 1851 |
| ---- | ---- | ---- | ---- | ---- | ---- | ---- | ---- | ---- |
| 414  | 418  | 550  | 513  | 552  | 495  | 455  | 478  | 480  |

| 1856 | 1861 | 1866 | 1872 | 1876 | 1881 | 1886 | 1891 | 1896 |
| ---- | ---- | ---- | ---- | ---- | ---- | ---- | ---- | ---- |
| 524  | 555  | 528  | 533  | 536  | 561  | 522  | 506  | 475  |

| 1901 | 1906 | 1911 | 1921 | 1926 | 1931 | 1936 | 1946 | 1954 |
| ---- | ---- | ---- | ---- | ---- | ---- | ---- | ---- | ---- |
| 507  | 503  | 507  | 448  | 420  | 426  | 400  | 426  | 374  |

| 1962 | 1968 | 1975 | 1982 | 1990 | 1999 | 2004 | 2006 | 2009 |
| ---- | ---- | ---- | ---- | ---- | ---- | ---- | ---- | ---- |
| 386  | 373  | 352  | 335  | 318  | 299  | 300  | 295  | 289  |

| 2014 | 2019 | 2022 | - | - | - | - | - | - |
| ---- | ---- | ---- | - | - | - | - | - | - |
| 288  | 288  | 282  | - | - | - | - | - | - |

## Économie
La commune est située dans l'aire de production AOC du comté.

## Culture locale et patrimoine

### Lieux et monuments
- La rivière du Doubs.
- L'église de Fretterans.

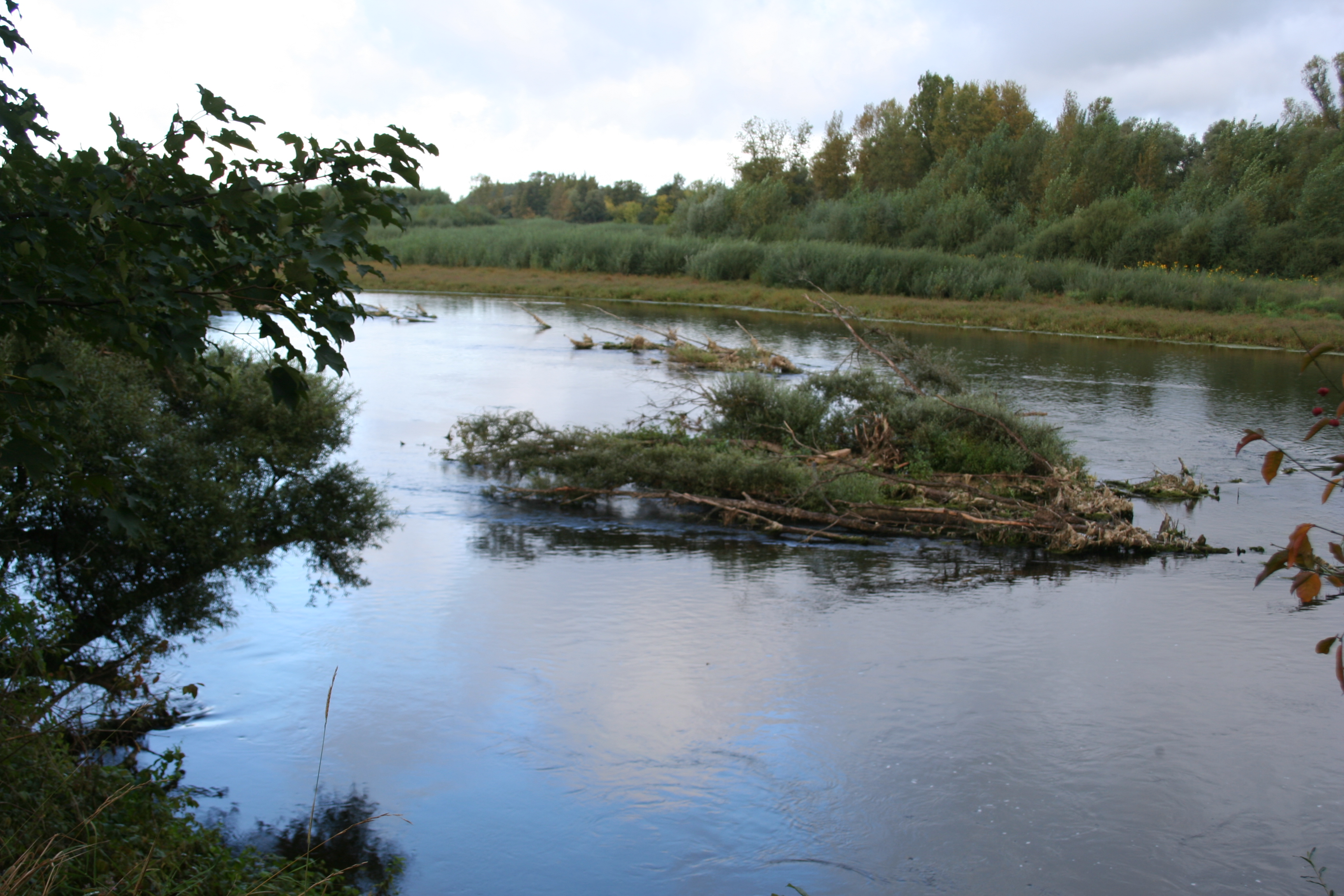
Le Doubs à Fretterans.
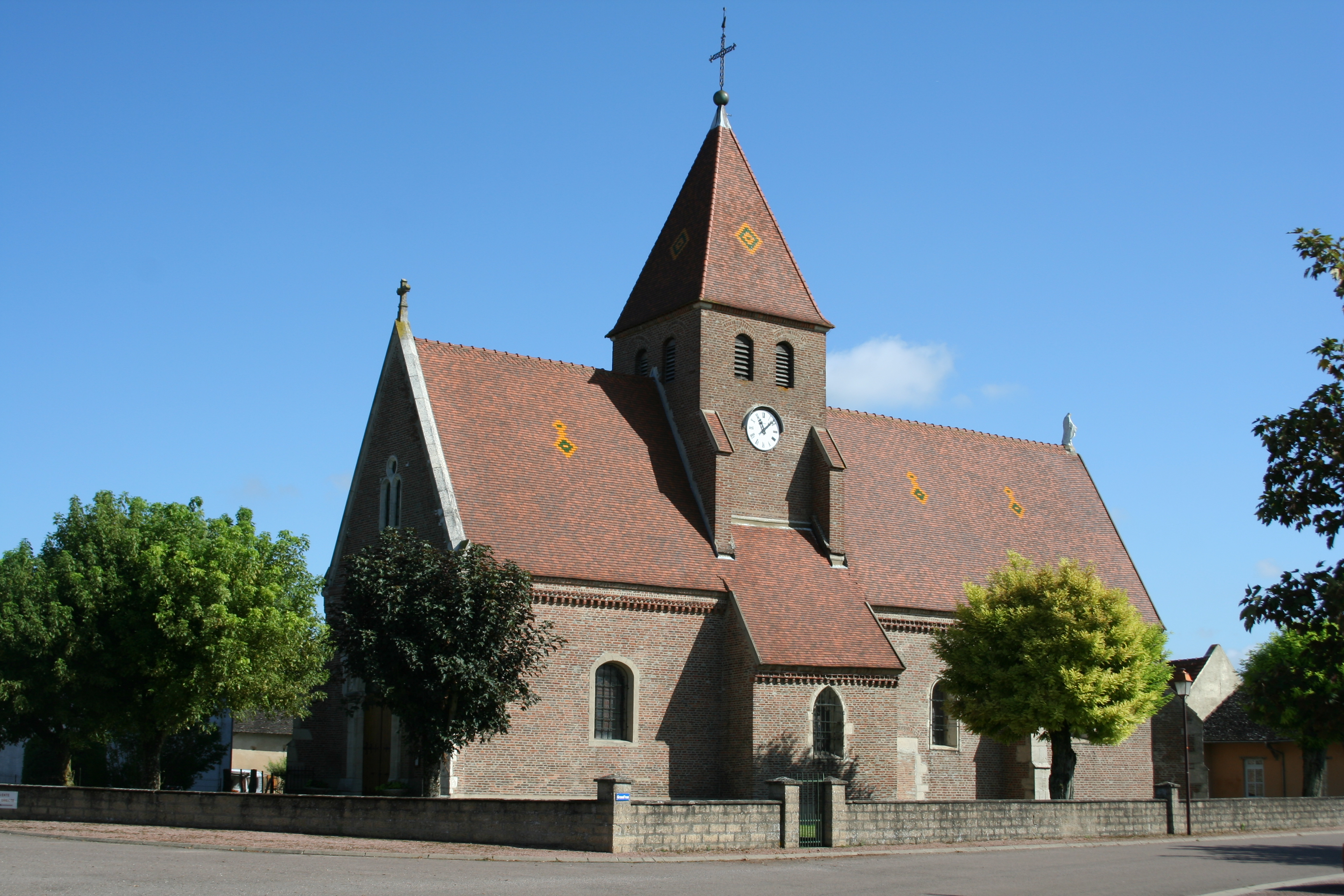
L'église de Fretterans.
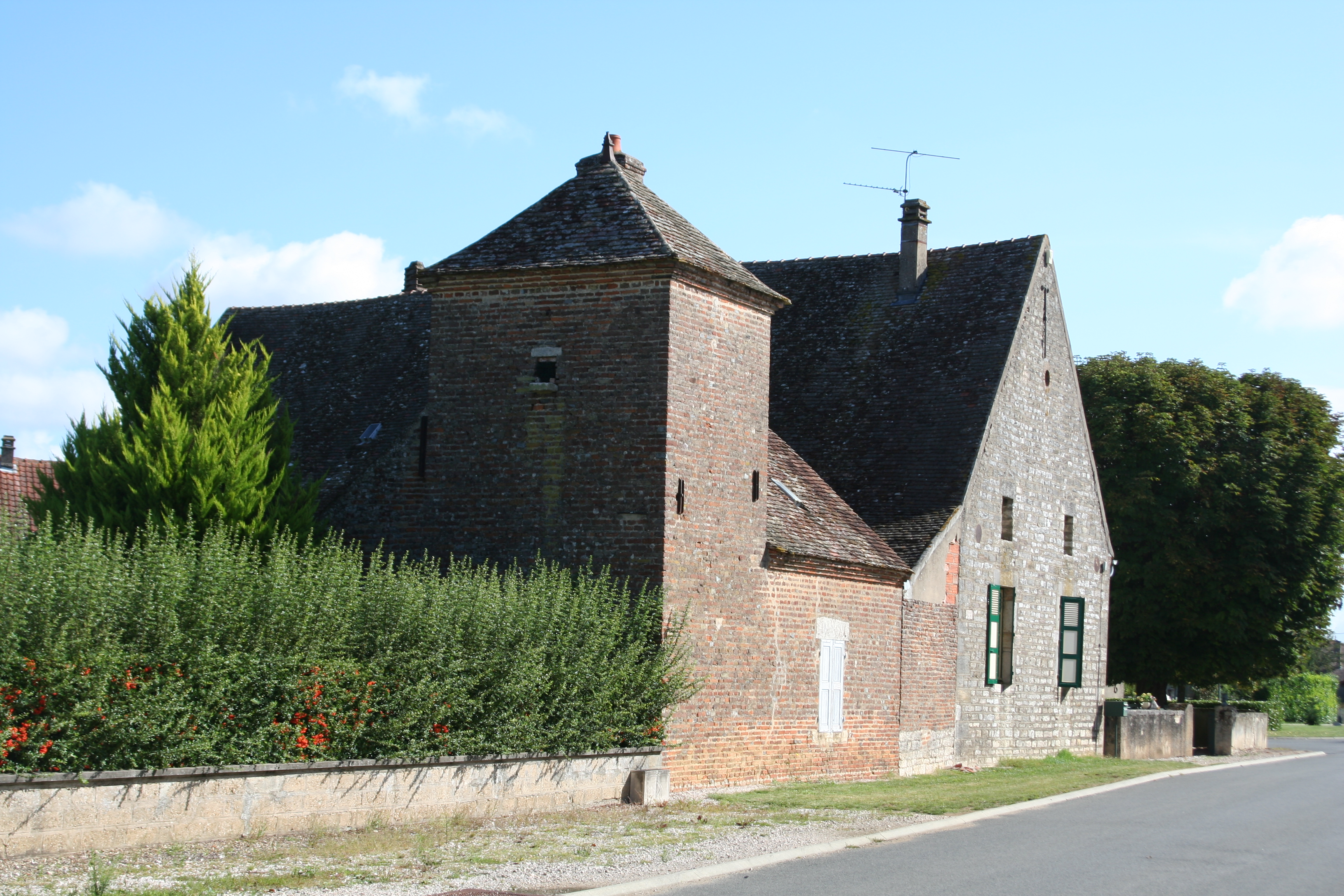
Maison ancienne dans la Grande rue.

## Héraldique
| Blason de Fretterans | Blason  | Tiercé en pairle renversé: au 1) de gueules à une gerbe de blé d'or, au 2) de sinople à un coq d'argent, au 3) d'or aux trois fasces ondées d'azur et à deux carpes d'argent, l'une au-dessus de l'autre, brochant sur les fasces; le tout au comble d'or chargé de l'inscription FRETTERANS en capitales de sable. |
| Blason de Fretterans | Détails | Créé par JF Binon. Sur site Commune 2024. |

## Pour approfondir